# 李啟智
李啟智（Lee Kai Chi，1998年4月20日—），生於香港，香港足球運動員，司職防守中場，現時自由身。

## 球員生涯
李啟智生於香港，童年時加入地區球會黃大仙，期間在比賽中被球會教練賞識收歸旗下，效力東方及傑志青年軍，在小學六年級便開始跟隨教練馮凱文，其後升讀傳統名校拔萃男書院，到2015年原本獲當時港超聯球會元朗教練馮凱文計劃羅致加盟，豈料當屆學界賽改制禁止職業球員參賽，令李啟智投身職業足球受阻，直到2016年7月，與由馮凱文執教的港超聯球會理文流浪簽約成為職業球員，可是初展開職業球員，就遭遇重創斷掉十字韌帶，在首個球季便沒有上陣機會，到2017年7月再隨轉會新成立的港超聯球會理文，並在10月終於康復更獲教練馮嘉奇安排在的菁英盃分組賽上陣，可惜李啟智於11月再次受傷錯失首個上陣機會。

## 榮譽
- 香港學界精英賽 最有價值球員（2013–14季度）
- 香港學界精英賽 最佳防守球員（2014–15季度）
- 葛量洪學界傑出運動員獎（2015–16季度）
- 香港大專體育協會男子足球賽冠軍（2016–17季度）

## 外部連結
- 香港足球總會網頁球員資料 （页面存档备份，存于）